# 赫利希克·羅桑
赫利希克·羅桑（英語：Hrithik Roshan，發音：[ɾɪt̪ɪk ɾoʃən]，1974年1月10日—），印度男演員，主要拍攝寶萊塢電影，以舞蹈技巧而聞名。他是印度的高收入演員，且贏得了諸多獎項，包括印度電影觀眾獎最佳男主角。從2012年開始，他憑藉收入及知名度多次入選《富比士印度》百大名人。
羅桑常與父親拉克希·羅桑合作。1980年代，他曾以兒童演員的身份在多部電影中短暫露面，後來在父親的四部電影中擔任助理導演。他在《說聲你愛我》（2000年）中首次扮演主角，並因此獲得多項獎項。2000年的犯罪驚悚片《救贖》和2001年的群戲家庭片《有時歡笑有時淚》中的表演鞏固了他的聲譽，但隨後的幾部影片反響不佳。直到2003年，羅桑以科幻電影《印度超人前傳》獲得了兩項印度電影觀眾獎，成為自己電影生涯的轉捩點；後來在續集《奇魔俠》（2006年）和《奇魔俠3》（2013年）中飾演同名超級英雄角色。其他著名作品如《遁天神盜2》（2006年）、《帝國玫瑰》（2008年）、《愛的請求》（2010年）、《人生不再重来》（2011年），以及悉達·阿南德執導的動作片《寶萊塢之大帥出任務》（2014年）、《寶萊塢雙雄之戰》（2019年）與《凌雲戰士》（2024年）。

## 早年
赫利希克·羅桑1974年1月10日生於孟買的羅桑家族，該家族在寶萊塢享有盛譽。羅桑的導演父親拉克希·羅桑有旁遮普和孟加拉血統，而歌手祖母艾拉·羅桑則是孟加拉人。拉克希·羅桑是音樂總監羅山拉爾·納格拉特之子。羅桑之母萍琪（Pinkie）是製片人兼導演J·奧姆·普拉卡什的女兒；叔叔拉傑希則是音樂作曲家。羅桑的姊姊蘇奈娜（Sunaina），在孟買蘇格蘭學校接受教育。羅桑身處印度教家庭，但自認更注重精神而非宗教。

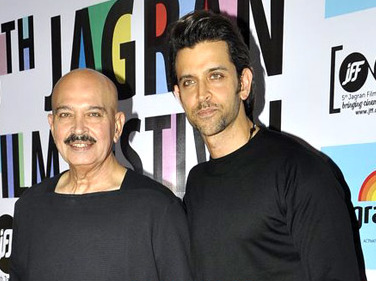
羅桑與父親拉克希在2014年賈格蘭影展的合影

羅桑生來就有與右手的拇指融合的第六指，導致他受到一些同齡人孤立，從小感到孤單。羅桑從六歲開始口吃，這給他在學校帶來了麻煩；他會假裝受傷和生病以避免口試。之後透過日常言語治療改善。
羅桑六歲時，祖父普拉卡什首次將他帶上大銀幕，參演了電影《願望》（1980年）；他在吉坦德拉的一首歌曲中跳舞，普拉卡什付給孫子100盧比。羅桑也在各種家庭電影項目中露面，但未在演員表中署名，包括父親的《為你瘋狂》（1980年）。在普拉卡什的《彼此靠近》（1981年）中，他出現在歌曲〈城裡的話題〉（Shehar Main Charcha Hai）中。在這段演員期間唯一一次有台詞的角色是在他12歲時；在普拉卡什的《巴格萬·達達》 （1986年）中扮演主角的養子。羅桑決定想成為全職演員，但父親堅持讓他專注於學業。20歲出頭時，羅桑被診斷出患有脊椎側彎，使自己無法跳舞或表演特技。最初他很沮喪，但仍決定成為一名演員。確診大約一年後，他在海灘上慢跑時遇到了傾盆大雨，出現了轉機；此時即使加快步伐，身體並未出現疼痛，也沒有產生任何不利影響，使他變得更加自信。羅桑將這一天視為「人生的轉捩點」。
羅桑就讀西德納姆學院，在學習期間曾參加舞蹈和音樂節，並從商科畢業。他輔佐父親拍攝了四部電影：《自私》（1987年）、《國王叔叔》（1993年）、《可然和阿俊》（1995年）及《烈火恩仇》（1997年），同時也為劇組人員掃地、泡茶。收拾好行李後，羅桑會表演《烈火恩仇》中的沙·魯克·罕戲份並拍下來，以判斷自己作為演員的表現。在輔佐父親的同時，他在基肖爾·納米特·卡浦爾的指導下學習表演。

## 私生活

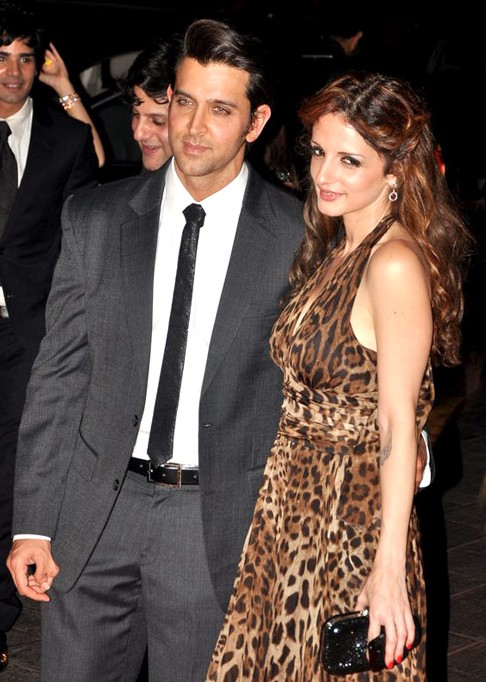
赫利希克·羅桑與蘇珊娜·罕於2012年

2000年12月20日，羅桑在班加羅爾舉行的私人儀式上與蘇珊娜·罕結婚。羅桑是印度教徒，罕是穆斯林，但羅桑稱尊重妻子的宗教信仰。夫妻倆遇有兩子：赫瑞漢（Hrehaan，2006年出生）和赫利德罕（Hridhaan，2008年出生）。羅桑和蘇珊於2013年12月分居，2014年11月完成離婚。兩人都堅稱是友好分手。離婚後，羅桑與演員莎芭·阿扎德交往。
2016年，羅桑對《奇魔俠3》（2013年）聯合主演康嘉娜·拉洛提起網路跟蹤兼騷擾訴訟。拉洛否認這些指控，並提出反指控，聲稱羅桑的訴訟是為了掩蓋婚外情。孟買警方因缺乏證據，於當年結案。
2000年，兩名襲擊者向他的父親開槍後，羅桑曾考慮退出電影界。同年12月晚期，羅桑因在Star Plus訪談中表示自己憎恨尼泊爾及其人民，引起尼泊爾報紙和賈米姆·沙阿的尼泊爾頻道的指責，並使羅桑惹上爭議。此番言論引發該國的抗議活動、禁止放映他的電影，還有導致四人死亡的街頭暴力。尼泊爾人民威脅，如果羅桑訪問該國，就會「活埋他」。Star Plus則表示羅桑「無意傷害尼泊爾」。羅桑寫了一份長達兩頁的反駁信，否認曾對國家提出任何要求，之後暴力事件才平息下來。尼泊爾演員瑪尼沙·柯伊拉拉幫助將信分發給報紙及當地電視台。

## 作品列表

### 電影
| 年份 | 片名                     | 角色                                    | 附註                                     | 來源                 |
| ---- | ------------------------ | --------------------------------------- | ---------------------------------------- | -------------------- |
| 1980 | 《願望》                 | 無名                                    | 未掛名演出歌曲：〈來吧，我們街頭人〉（Jaane Hum Sadak Ke Logon） | [ 33 ]               |
| 1980 | 《為你瘋狂》             | 年幼的拉希姆（Young Rahim）                        | 未掛名                                   | [ 34 ]               |
| 1981 | 《彼此靠近》             | 無名                                    | 未掛名演出歌曲：〈城裡的話題〉（Shehar Main Charcha Hai）       | [ 35 ]               |
| 1983 | 《阿斯拉·皮亞爾·達》（Aasra Pyaar Da） | 未知                                    | 未掛名；旁遮普電影                       | [ 35 ]               |
| 1986 | 《巴格萬·達達》          | 戈文達·達達（Govinda Dada）                         | 兒童藝人                                 | [ 36 ]               |
| 1987 | 《自私》                 | —                                       | 助理導演                                 | [ 34 ]               |
| 1993 | 《國王叔叔》             | —                                       | 助理導演                                 | [ 34 ]               |
| 1995 | 《可然和阿俊》           | —                                       | 助理導演                                 | [ 37 ]               |
| 1997 | 《烈火恩仇》             | —                                       | 助理導演                                 | [ 37 ]               |
| 2000 | 《說聲你愛我》           | 羅希·庫馬爾（Rohit Kumar）／拉吉·喬普拉（Raj Chopra）        |                                          | [ 38 ]               |
| 2000 | 《救贖》                 | 阿曼·伊克拉穆拉（Amaan Ikramullah）                     |                                          | [ 39 ]               |
| 2000 | 《血染天堂》             | 阿爾塔夫·罕（Altaaf Khan）                         |                                          | [ 40 ]               |
| 2001 | 《花好月圓》             | 羅尼特·馬爾霍特拉（Ronit Malhotra）                   |                                          | [ 41 ]               |
| 2001 | 《有時歡笑有時淚》       | 羅漢·雷昌德（Rohan Raichand）                         |                                          | [ 42 ]               |
| 2002 | 《因为我已经爱上你》     | 羅希（Rohit）                                |                                          | [ 43 ]               |
| 2002 | 《情竇初開》             | 拉胡爾·夏爾馬（Rahul Sharma）                       |                                          | [ 44 ]               |
| 2002 | 《願意做我的朋友嗎》     | 拉傑·卡納（Raj Khanna）                           |                                          | [ 45 ]               |
| 2003 | 《狂愛普瑞姆》           | 普雷姆·基申·馬圖爾（Prem Kishen Mathur）                  |                                          | [ 46 ]               |
| 2003 | 《印度超人前傳》         | 羅希·梅赫拉（Rohit Mehra）                         |                                          | [ 47 ] [ 48 ]        |
| 2004 | 《魯蛇奇兵》             | 卡蘭·謝爾吉爾（Karan Shergill）                       |                                          | [ 49 ] [ 50 ]        |
| 2006 | 《奇魔俠》               | 克里希那·「奇魔俠」·梅赫拉／羅希·梅赫拉 |                                          | [ 51 ] [ 52 ]        |
| 2006 | 《遁天神盜2》            | 雅利安／A先生（Aryan / Mr.A）                       |                                          | [ 53 ]               |
| 2006 | 《找到你了》             | 街上吹口哨的男人                        | 特別演出歌曲：〈清晨〉（Subah Subah）               | [ 54 ]               |
| 2007 | 《如果·愛在寶萊塢》      | 他自己                                  | 特別演出                                 | [ 55 ]               |
| 2008 | 《帝國玫瑰》             | 傑拉爾-丁·穆罕默德·阿克巴               |                                          | [ 56 ]               |
| 2008 | 《瘋狂四人組》           | 他自己                                  | 特別演出歌曲：〈瘋狂四人組〉（Krazzy 4）         | [ 57 ]               |
| 2009 | 《偶然運氣》             | 阿里·札法爾·汗（Ali Zaffar Khan）                      | 長版客串                                 | [ 58 ]               |
| 2010 | 《寶萊塢之我倆沒有明天》 | 傑·雷（Jay Ray）                               | 兼歌曲〈天空的風箏〉（Kites in the Sky）的代唱歌手       | [ 59 ] [ 60 ]        |
| 2010 | 《愛的請求》             | 伊森·馬斯卡雷尼亞斯（Ethan Mascarenhas）                 |                                          | [ 60 ] [ 61 ] [ 62 ] |
| 2011 | 《人生不再重来》         | 阿俊·薩魯賈（Arjun Saluja）                         |                                          | [ 63 ] [ 64 ] [ 65 ] |
| 2011 | 《寶萊塢奪命煞星Ⅱ》      | 唐                                      | 特別演出                                 | [ 66 ]               |
| 2012 | 《天堂路》               | 維傑·迪納納特·喬漢（Vijay Deenanath Chauhan）                  |                                          | [ 67 ] [ 68 ]        |
| 2013 | 《我乃黑小天》           | 他自己                                  | 客串                                     | [ 69 ]               |
| 2013 | 《奇魔俠3》              | 克里希那·「奇魔俠」·梅赫拉／羅希·梅赫拉 |                                          | [ 70 ] [ 71 ]        |
| 2014 | 《寶萊塢之大帥出任務》   | 拉傑維爾·南達／傑·南達（Rajveer Nanda / Jai Nanda）              |                                          | [ 72 ] [ 73 ]        |
| 2015 | 《嗨！兄弟》             | 無名                                    | 特別演出歌曲：〈比爾朱〉（Birju）             | [ 74 ]               |
| 2016 | 《古城摩亨佐達羅》       | 薩曼（Sarman）                                |                                          | [ 75 ]               |
| 2017 | 《無所不能》             | 羅漢·巴特納加爾（Rohan Bhatnagar）                     |                                          | [ 76 ]               |
| 2017 | 《心不動》               | 克里希那·「奇魔俠」·梅赫拉（Krishna "Krrish" Mehra）／他自己  | 特別演出；馬拉提語電影                   | [ 77 ]               |
| 2019 | 《超級30》               | 阿南德·庫馬爾                           | 兼歌曲〈問號〉（Question Mark）的代唱歌手             | [ 78 ]               |
| 2019 | 《寶萊塢雙雄之戰》       | 卡比爾·達利瓦爾少校（Major Kabir Dhaliwal）                 |                                          | [ 79 ]               |
| 2022 | 《迷魂梟雄》             | 威達（Vedha）                                |                                          | [ 80 ]               |
| 2023 | 《猛虎3》                | 卡比爾·達利瓦爾少校                     | 客串                                     | [ 81 ]               |
| 2024 | 《凌雲戰士》             | 沙姆謝爾·「帕堤」·帕塔尼亞少校（Squadron Leader Shamsher "Patty" Pathania）      |                                          | [ 82 ]               |
| 2025 | 《寶萊塢雙雄之戰2》      | 卡比爾·達利瓦爾少校                     |                                          | [ 83 ]               |

### 電視
| 年份 | 節目名                           | 角色   | 附註                                     | 來源   |
| ---- | -------------------------------- | ------ | ---------------------------------------- | ------ |
| 2001 | 《世界組織犯罪史》（The World History of Organized Crime）           | 他自己 | 電視紀錄片                               | [ 84 ] |
| 2011 | 《舞力全開》                     | 評審   | 真人秀                                   | [ 85 ] |
| 2023 | 《寶萊塢的浪漫主義》             | 他自己 | 紀錄劇集；單集：〈拉賈斯坦邦的男孩〉（The Boy from Jalandhar） | [ 86 ] |
| 2024 | 《憤怒的青年》（Angry Young Men）               | 他自己 | 紀錄劇集                                 | [ 87 ] |
| 2025 | 《洛桑家族：寶萊塢電影世家》（The Roshans） | 他自己 | 紀錄劇集                                 | [ 88 ] |

### MV
| 年份 | 歌名                | 演唱者          | 專輯 | 來源   |
| ---- | ------------------- | --------------- | ---- | ------ |
| 2010 | 〈狂歡吧〉（Lets Party）      | 加內甚·海迪（Ganesh Hedge） | —    | [ 89 ] |
| 2015 | 〈逐步漸進〉        | 嘿嘿哈尼·辛     | —    | [ 90 ] |
| 2016 | 〈嘿拉朱〉（Ae Raju）      |                 | —    | [ 91 ] |
| 2021 | 〈在DNA中跳舞〉（DNA Mein Dance） | 維沙爾—謝卡爾   | 《》 | [ 92 ] |

## 備註
1. 1 2 3  羅桑在片中一人分飾兩角[93][94]。